# 阿恩茨 (亞利桑那州)
阿恩茨（英語：Arntz）是位於美國亞利桑那州納瓦霍縣的一個非建制地區。該地的面積和人口皆未知。

## 地理
阿恩茨的座標為34°56′09″N 110°02′33″W / 34.93583°N 110.04250°W，而該地的平均海拔高度為1568米（即5144英尺）。